# La Carolina
La Carolina es un municipio español situado en la parte nororiental de la comarca de Sierra Morena, en la provincia de Jaén. Limita con los municipios jienenses de Santa Elena, Vilches, Carboneros y Baños de la Encina; y con el municipio ciudadrealeño del Viso del Marqués. Por su término discurren los ríos Guarrizas, Grande, del Renegadero y de la Campana. Cuenta con una población de 14 681 habitantes (INE 2024).
En las inmediaciones de las Navas de Tolosa, tuvo lugar en 1212 una batalla decisiva para la continuación de la Reconquista, la cual permitió extender los reinos cristianos sobre el sur peninsular.
El municipio carolinense comprende los núcleos de población de La Carolina —capital municipal y sede de un partido judicial propio—, Navas de Tolosa, La Fernandina, Raso Guindo y La Isabela. En su término se encuentra parte del parque natural de Despeñaperros, y está atravesado por la autovía A-4.

## Símbolos
El municipio de La Carolina cuenta con un escudo propio desde su fundación en el siglo XVIII, que fue oficializado conforme a la Ley actual el 13 de mayo de 2013.

### Escudo
Su descripción heráldica es la siguiente:

Escudo de boca o contorno rectangular, cuadrilongo y redondeado ligeramente por su parte inferior acabando en punta, al modo tradicional español, con campo cuartelado en diez. I cuartel: en campo de oro, cuatro palos de gules, que es de las armas de Aragón. II cuartel: cuartel flanquisado, jefe y punto de oro y cuatro bastones de gules, flancos de plata con águilas de sable coronadas, que es de las armas de Sicilia. III cuartel: en campo de gules, una faja de plata, que es de las armas de Austria. IV cuartel: campo de azur, sembrado de flores de lis de oro y bordura componada de plata y gules, que es de las armas de Borgoña moderna. V cuartel: Een campo de oro, seis flores de lis de azur dispuestas una, dos, dos, una, que es de las armas del Ducado de Parma. VI cuartel: en campo de oro, cinco roeles o bolas de gules, dispuestas una que es tortillo de azur en jefe cargado de tres flores de lis de oro, dos, dos y una, que es de las armas del Ducado de Toscana. VII cuartel: bandado de oro y azur con la bordura de gules, que es de las armas de Borgoña antigua. VIII cuartel: en campo de sable, un león de oro, coronado de oro, lampasado y armado de gules, que es de las armas de Brabante. IX cuartel: entado en punta, campo de oro con león de sable armado y lampasado de gules, que es de las armas de Flandes. X cuartel: Entado en punta, campo de plata con un águila de gules coronada, picada y membrada de oro, cargado el peño de un creciente trebolado de lo mismo, que es de las armas del Tirol.

Sobre el todo, escudete cuartelado en cruz. I y IV cuartel: campo de gules y un castillo de oro, almenado de tres almenas, mazonado de sable y aclarado de azur, que es de las armas de Castilla. II y III cuartel: campo de plata y un león de gules, coronado de oro, lampasado y armado de oro, que es de las armas de León. V entado en punta, campo de plata y una granada al natural rajada de gules, tallada y hojada de dos hojas de sinople, que es de las armas de Granada.
Sobre el todo del todo, escudete oval de azur con tres flores de lis de oro y bordura de gules, que es de las armas de la Casa Real de Borbón-Anjou.

Timbre de corona real cerrada. Collar del Toisón de Oro, que parte y pende de la parte inferior del escudo. Collar de la Orden de Carlos III que parte del extremo superior del escudo y rodea al mismo terminando en la Gran Cruz de la Orden.

### Himno
En 2010 el pleno del Ayuntamiento de La Carolina aprobó por unanimidad la adopción de la pieza compuesta por Guillermo Sena Medina como himno de la localidad.

## Historia
Fue fundada por colonos en 1767. En el caso de La Carolina, la construcción estaba finalizada en 1770, participando trashumantes de otras partes de España, entre los que destacan los Herranz de Bronchales (Teruel). El 22 de marzo de 1795 Tomás González Carvajal fue nombrado intendente de las Nuevas Poblaciones de Sierra Morena, y superintendente de la de Almuradiel en La Mancha. Esta intendencia, que fue suprimida en 1813, llegó a estar formada por las siguientes localidades:
- En Sierra Morena, pasaron a la provincia de Jaén: Aldeaquemada, Arquillos, Carboneros, La Carolina, Concepción de Almuradiel, Guarromán, Miranda del Rey, Montizón, Navas de Tolosa y Santa Elena.
- En Andalucía, pasaron a la provincia de Córdoba: La Carlota, La Luisiana (Sevilla), Fuente Palmera y San Sebastián de los Ballesteros.

Perteneciente al denominado distrito minero Linares-La Carolina, el municipio llegó a desarrollar una gran actividad en este sector hacia finales del siglo XIX. Así las cosas, durante las primeras décadas del siglo XX en La Carolina se concentraba buena parte de la actividad del distrito minero. Todo esto conllevó un aumento considerable de la población y de su importancia en el contexto de la provincia de Jaén. En 1909 entró en servicio una línea férrea de vía estrecha que enlazaba Linares y La Carolina, a través de las principales instalaciones industriales y metalúrgicas de la comarca. A partir de mediados del siglo XX comenzó el declive de la actividad minera en el municipio.

## Geografía
Está integrado en la comarca de Sierra Morena de la provincia de Jaén, situándose a 65 km de la capital provincial. El término municipal está atravesado por la autovía del Sur entre los pK 264 y 272 y por la carretera autonómica A-301 que se dirige hacia Úbeda. 
El extenso término municipal se extiende desde Sierra Morena, que hace de límite con la provincia de Ciudad Real, hasta el embalse de la Fernandina que represa las aguas del río Guarrizas. Al norte se encuentran las mayores elevaciones del municipio, en plena Sierra Morena, que superan los 1200 m (cerro de La Estrella –1298 m–, Montón de Trigo –1210 m–). El territorio es muy montañoso y con muchos arroyos y barrancos, aunque descendiente de norte a sur, hasta llegar, cerca del embalse, por debajo de los 500 m. El pueblo se alza a 606 m sobre el nivel del mar.
| Noroeste: Baños de la Encina | Norte: Viso del Marqués (CR) y Santa Elena | Nordeste: Santa Elena |
| Oeste: Baños de la Encina    |                                            | Este: Vilches         |
| Suroeste: Carboneros         | Sur: Carboneros                            | Sureste: Vilches      |

### Clima
Según los datos de las estaciones meteorológicas ubicadas en Linares y La Carolina, los parámetros climáticos promedio aproximados del municipio son los siguientes:
| Parámetros climáticos promedio de La Carolina (precipitación) y Linares Vor (temperatura)                                                 | Parámetros climáticos promedio de La Carolina (precipitación) y Linares Vor (temperatura) | Parámetros climáticos promedio de La Carolina (precipitación) y Linares Vor (temperatura) | Parámetros climáticos promedio de La Carolina (precipitación) y Linares Vor (temperatura) | Parámetros climáticos promedio de La Carolina (precipitación) y Linares Vor (temperatura) | Parámetros climáticos promedio de La Carolina (precipitación) y Linares Vor (temperatura) | Parámetros climáticos promedio de La Carolina (precipitación) y Linares Vor (temperatura) | Parámetros climáticos promedio de La Carolina (precipitación) y Linares Vor (temperatura) | Parámetros climáticos promedio de La Carolina (precipitación) y Linares Vor (temperatura) | Parámetros climáticos promedio de La Carolina (precipitación) y Linares Vor (temperatura) | Parámetros climáticos promedio de La Carolina (precipitación) y Linares Vor (temperatura) | Parámetros climáticos promedio de La Carolina (precipitación) y Linares Vor (temperatura) | Parámetros climáticos promedio de La Carolina (precipitación) y Linares Vor (temperatura) | Parámetros climáticos promedio de La Carolina (precipitación) y Linares Vor (temperatura) |
| Mes | Ene.                                                                                      | Feb.                                                                                      | Mar.                                                                                      | Abr.                                                                                      | May.                                                                                      | Jun.                                                                                      | Jul.                                                                                      | Ago.                                                                                      | Sep.                                                                                      | Oct.                                                                                      | Nov.                                                                                      | Dic.                                                                                      | Anual                                                                                     |
| --- | ----------------------------------------------------------------------------------------- | ----------------------------------------------------------------------------------------- | ----------------------------------------------------------------------------------------- | ----------------------------------------------------------------------------------------- | ----------------------------------------------------------------------------------------- | ----------------------------------------------------------------------------------------- | ----------------------------------------------------------------------------------------- | ----------------------------------------------------------------------------------------- | ----------------------------------------------------------------------------------------- | ----------------------------------------------------------------------------------------- | ----------------------------------------------------------------------------------------- | ----------------------------------------------------------------------------------------- | ----------------------------------------------------------------------------------------- |
| Temp. media (°C) | 8.10                                                                                      | 9.40                                                                                      | 12.70                                                                                     | 14.10                                                                                     | 18.30                                                                                     | 23.70                                                                                     | 27.60                                                                                     | 27.30                                                                                     | 23.40                                                                                     | 17.30                                                                                     | 12.00                                                                                     | 8.90                                                                                      | 16.9                                                                                      |
| Precipitación total (mm) | 80.80                                                                                     | 85.60                                                                                     | 68.70                                                                                     | 66.40                                                                                     | 46.30                                                                                     | 26.60                                                                                     | 11.20                                                                                     | 6.00                                                                                      | 26.00                                                                                     | 56.30                                                                                     | 78.10                                                                                     | 84.70                                                                                     | 636.7                                                                                     |
| Fuente: Ministerio de Agricultura y Pesca, Alimentación y Medio Ambiente. Datos de precipitación (1961-1988) y de temperatura (1973-2003) |                                                                                           |                                                                                           |                                                                                           |                                                                                           |                                                                                           |                                                                                           |                                                                                           |                                                                                           |                                                                                           |                                                                                           |                                                                                           |                                                                                           |                                                                                           |

## Medioambiente

### Flora
Cuenta con una vegetación abundante y heterogénea, entre la que se encuentran olivos, encinas, alcornoques, castaños, eucaliptos, acacias, álamos y robles.

### Fauna
Existe caza mayor y menor abundante. También hay ganadería de reses bravas, ganado ovino y caprino.

## Demografía
Cuenta con una población de 14 681 habitantes (INE 2024).
| Gráfica de evolución demográfica de La Carolina entre 1842 y 2021                                                     |
| |
| Población de derecho según los censos de población del INE. Población de hecho según los censos de población del INE. |

Según el Instituto Nacional de Estadística de España, en el año 2021 La Carolina contaba con 15 048 habitantes censados, que se distribuyen de la siguiente manera:
| Unidad poblacional | Hab.   |
| ------------------ | ------ |
| La Carolina        | 14 514 |
| Navas de Tolosa    | 417    |
| La Fernandina      | 52     |
| Raso Guindo        | 37     |
| La Isabela         | 28     |
| TOTAL              | 15 048 |

## Organización político-administrativa

### Elecciones municipales
| Elecciones municipales desde 1979                      |      |      |      |      |      |      |      |      |      |      |      |      |
|                                                        | 1979 | 1983 | 1987 | 1991 | 1995 | 1999 | 2003 | 2007 | 2011 | 2015 | 2019 | 2023 |
| AP/PP                                                  | -    | 10   | 8    | 6    | 10   | 9    | 10   | 8    | 9    | 7    | 5    | 11   |
| PSOE                                                   | 4    | 7    | 8    | 10   | 5    | 7    | 6    | 8    | 7    | 8    | 10   | 5    |
| PCE/IU                                                 | 0    | -    | 0    | 0    | 0    | -    | 0    | 0    | 0    | 1    | 1    | 1    |
| Ind.                                                   | 13   | -    | -    | -    | -    | -    | -    | -    | -    | -    | -    | -    |
| Vox                                                    | -    | -    | -    | -    | -    | -    | -    | -    | -    | -    | -    | 0    |
| Cs                                                     | -    | -    | -    | -    | -    | -    | -    | -    | -    | -    | 0    | -    |
| ICA                                                    | -    | -    | -    | -    | -    | 1    | 1    | 1    | 0    | -    | -    | -    |
| UCD/CDS                                                | 0    | -    | 1    | -    | -    | -    | -    | -    | -    | -    | -    | -    |
| Otros                                                  | 0    | -    | -    | 0    | 2    | -    | -    | -    | 1    | 1    | 1    | 1    |
| PA                                                     | 0    | 0    | -    | 1    | 0    | -    | -    | -    | -    | -    | -    | -    |
| En negrilla el partido más votado                      |      |      |      |      |      |      |      |      |      |      |      |      |
| Fuente: Datos de las elecciones municipales desde 1979 |      |      |      |      |      |      |      |      |      |      |      |      |

### Alcaldía
| Periodo   | Nombre                                                                                | Partido |
| --------- | ------------------------------------------------------------------------------------- | ------- |
| 1979-1983 | José Rodríguez Fernández                                                              | IND.    |
| 1983-1987 | Ramón Palacios Rubio                                                                  | AP      |
| 1987-1991 | Ramón Palacios Rubio (1987-1988) Francisco Vallejo Serrano (1988-1991)                | AP PSOE |
| 1991-1995 | Francisco Vallejo Serrano (1990-1991) Juan de La Torre González (1991-1994)           | PSOE    |
| 1995-1999 | Ramón Palacios Rubio                                                                  | PP      |
| 1999-2003 | Ramón Palacios Rubio                                                                  | PP      |
| 2003-2007 | Ramón Palacios Rubio                                                                  | PP      |
| 2007-2011 | María de los Ángeles Férriz Gómez (2007-2009) Francisco J. Gallarín Pérez (2009-2011) | PSOE PP |
| 2011-2015 | Francisco J. Gallarín Pérez                                                           | PP      |
| 2015-2019 | Yolanda Reche Luz                                                                     | PSOE    |
| 2019-2023 | Yolanda Reche Luz                                                                     | PSOE    |
| 2023-act. | Cristóbal Pérez Martínez                                                              | PP      |

## Economía
Está basada en la industria, en el comercio y en la agricultura. Tienen su sede en la localidad importantes empresas de la industria auxiliar de diversos sectores (automoción, electrónica, metalurgia, telecomunicaciones, textil y alimentación, entre otras). 
Así mismo están presentes los sectores de servicios y hostelería, ganaderías de reses bravas, fábricas de tejidos, canteras de yeso, arcilla, caliza y galenas argentíferas. Antaño fue un importante núcleo minero-industrial, aunque ya cerraron sus minas de plomo, no por agotamiento de los filones, sino por no ser rentable su extracción.

### Evolución de la deuda viva municipal
El concepto de deuda viva contempla sólo las deudas con cajas y bancos relativas a créditos financieros, valores de renta fija y préstamos o créditos transferidos a terceros, excluyéndose, por tanto, la deuda comercial.
| Gráfica de evolución de la deuda viva del Ayuntamiento de La Carolina entre 2008 y 2024                |
| |
| Deuda viva del Ayuntamiento de La Carolina, en miles de euros, según datos del Ministerio de Hacienda. |

## Patrimonio

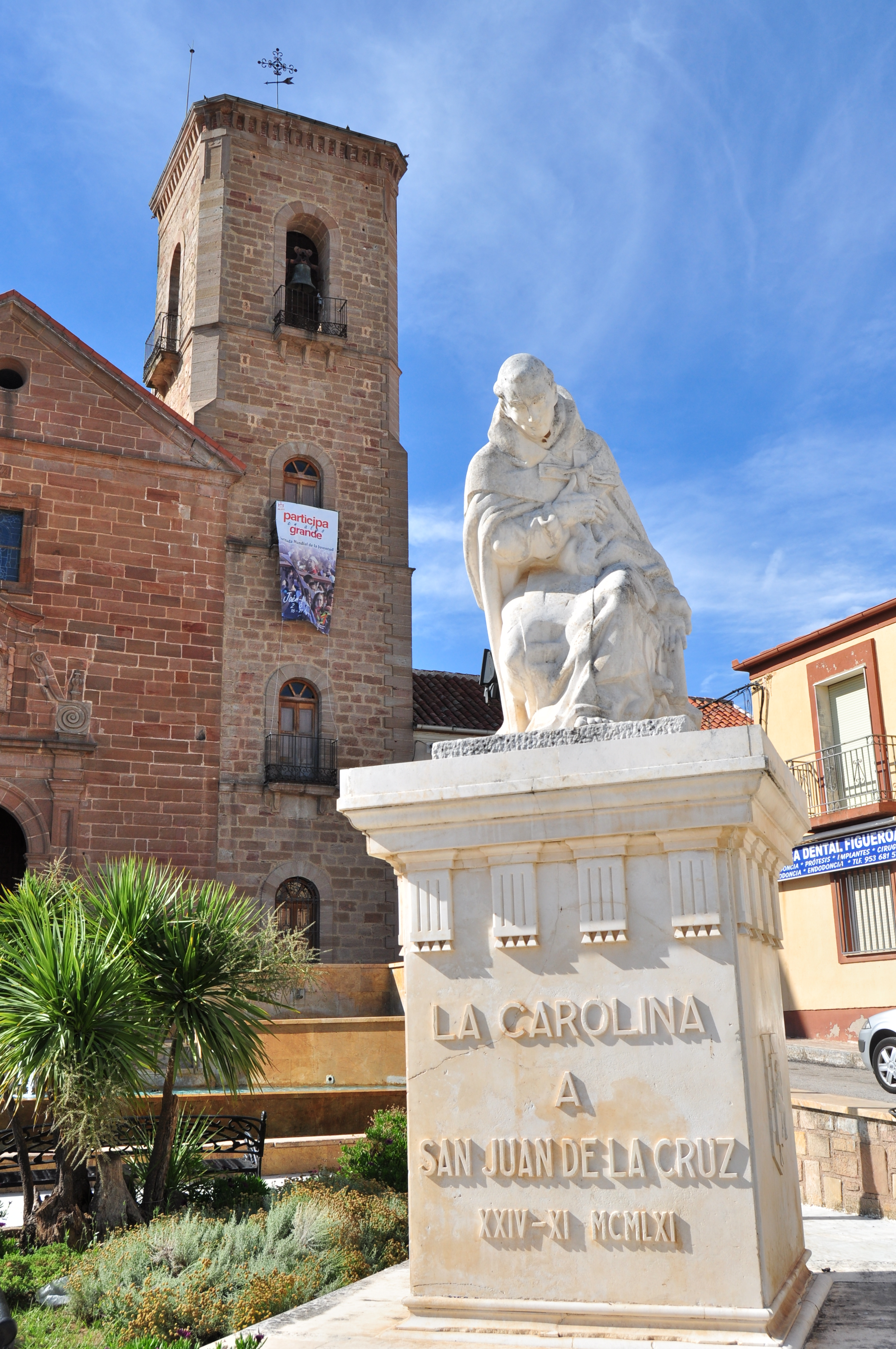
Monumento a San Juan de la Cruz

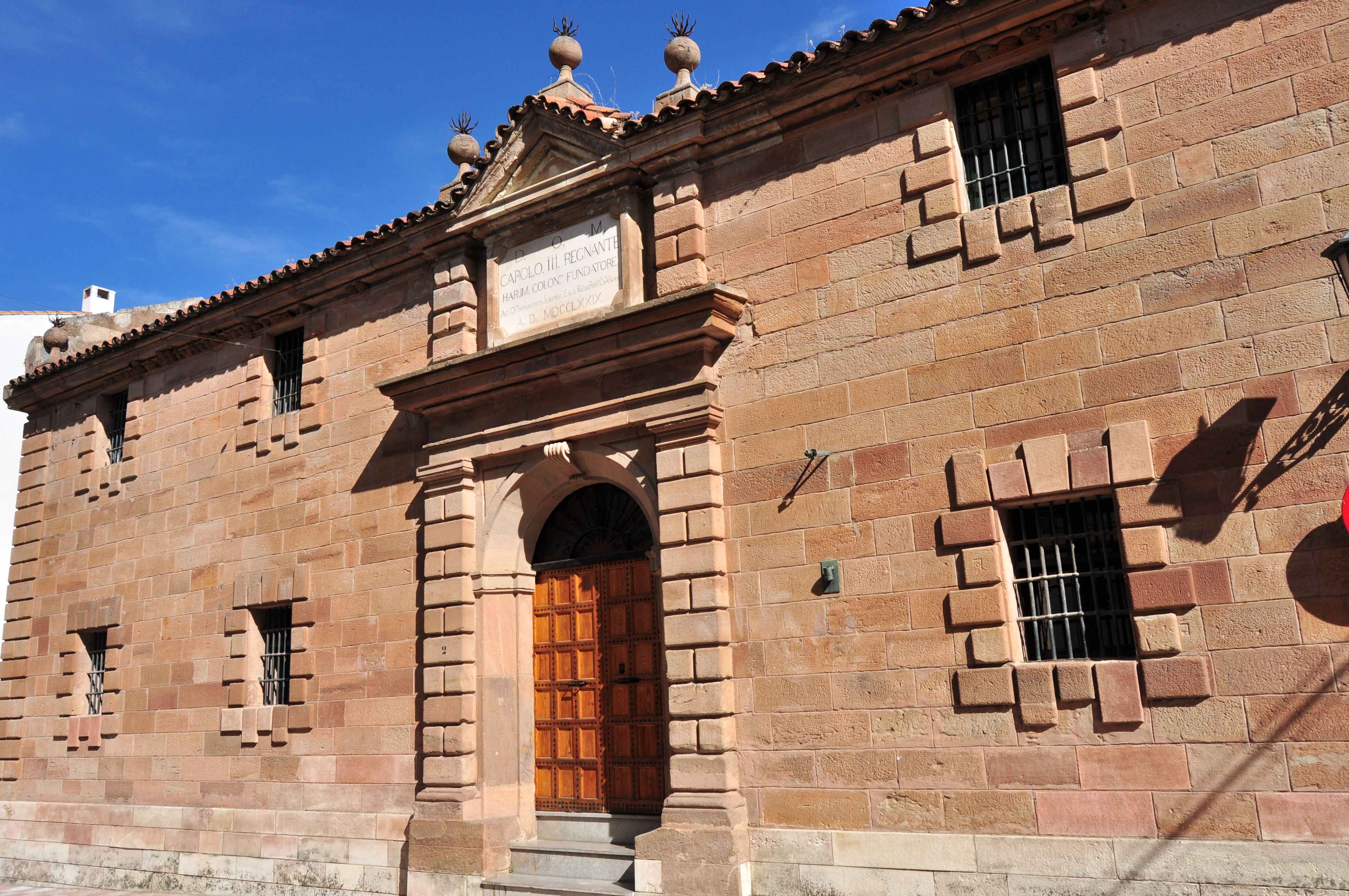
Antigua cárcel

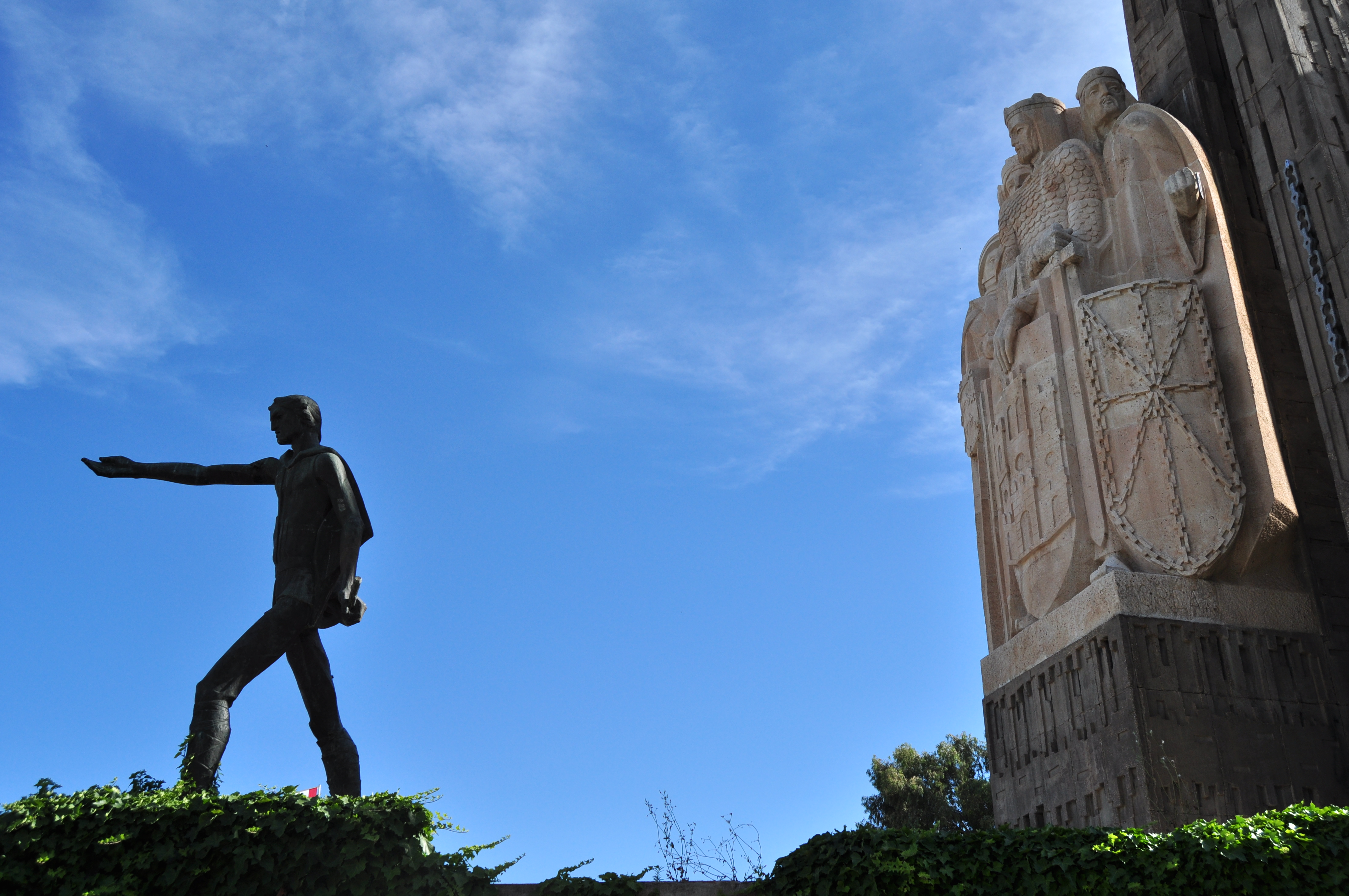
Monumento a la batalla de las Navas de Tolosa

- Iglesia de la Inmaculada Concepción: construida en origen como iglesia para el convento de Carmelitas descalzos de La Peñuela, tras la colonización (1767) se decide concluirla para que sirva de parroquia a la naciente población. El vicario francés Juan Lanes Duval bendice solemnemente el templo el 9 de julio de 1769 bajo la advocación, a instancia de Olavide, de Nuestra Señora de la Concepción y San Carlos. El templo sufre una primera ampliación, dotándolo de capilla mayor y naves laterales. Bajo la intendencia de Ondeano se procede a una nueva reforma, construyendo dos capillas laterales al altar mayor. En 1899 se construye la torre. A finales de julio de 1936, el templo es víctima de la incultura, perdiéndose el archivo parroquial, verdadera joya documental, así como valiosísimas imágenes, algunas de ellas costeadas por la Real Hacienda y ejecutadas, bajo diseño de Francisco Sabatini, por Manuel Adeba Pacheco.
- Palacio del intendente Olavide: fue construido en 1775, en estilo neoclásico. Se encuentra situado en el centro de la localidad, justamente en la plaza de la iglesia.
- Ermita de San Juan de la Cruz.
- Monumento a San Juan de la Cruz.
- Torres de la Aduana.
- Casa consistorial.
- Antigua cárcel.
- Monolitos de la Fundación.
- Monumento a las Batalla de las Navas de Tolosa.
- Patrimonio minero.

## Deporte
En La Carolina se practican muchos deportes, habiendo numerosas instalaciones deportivas de la más diversa índole: fútbol, baloncesto, tenis, fútbol sala, balonmano, pádel, tiro con arco, frontenis, atletismo, ciclismo, natación, etc. 
El deporte rey es el fútbol. El equipo local es el Carolinense Club Deportivo, que surge tras la desaparición de la Real Unión Deportiva Carolinense.
Desde la temporada 2016-2017 cobra un gran auge la práctica del baloncesto gracias a la creación del Club Deportivo Nuevas Poblaciones de La Carolina, llegando a disputar en cinco categorías diferentes competiciones oficiales organizadas por la Federación Andaluza de Baloncesto, y alcanzando en su primer año las semifinales de la Copa Diputación, el Trofeo Ciudad de Linares y la cifra récord de 109 deportistas.
Como deportistas de élite carolinenses, debemos nombrar a Juan Araujo Pino Pato Araujo, jugador que fuera durante 210 partidos del Sevilla F. C. entre las temporadas 1945/1956, marcando un total de 136 goles, entre los cuales destaca aquel que le dio la victoria al Sevilla F. C. frente al F.C. Barcelona en el último partido de la temporada 45/46, valiéndole su primer título de Liga al Sevilla F. C. Siguiendo las sendas de Araujo, otro carolinense, Bartolomé Plaza Muela Tolo Plaza, también llegó a militar en el Sevilla F. C.
También cabe destacar la importancia creciente del voleibol, deporte en el cual el equipo representante de la localidad se ha posicionado primero en toda la provincia.